# Cho Hye-Jin
Cho Hye-Jin es una deportista surcoreana que compitió en judo. Ganó dos medallas en el Campeonato Asiático de Judo, en los años 2004 y 2008.

## Palmarés internacional
| Campeonato Asiático | Campeonato Asiático  | Campeonato Asiático | Campeonato Asiático |
| Año                 | Lugar                | Medalla             | Categoría           |
| ------------------- | -------------------- | ------------------- | ------------------- |
| 2004                | Almatý (Kazajistán)  | Medalla de bronce   | Abierta             |
| 2008                | Jeju (Corea del Sur) | Medalla de plata    | Abierta             |